# Brumadinho
Brumadinho, amtlich portugiesisch Município de Brumadinho, ist eine Kleinstadt im brasilianischen Bundesstaat Minas Gerais in der Großregion Südost. Sie liegt südwestlich der Hauptstadt Belo Horizonte, rund 40 km vom Zentrum der Millionenstadt entfernt, und gehört zur Metropolregion Belo Horizonte. Zum 1. Juli 2021 wurde die Bevölkerung auf 41.208 Einwohner geschätzt. Die Einwohner werden „Brumadinhenser“ (brumadinhenses) genannt. Sie leben auf einer Fläche von rund 639,4 km².
International bekannt wurde der Ort durch den katastrophalen Dammbruch von Brumadinho am 25. Januar 2019.

## Geschichte
Die Erstbesiedlung fand durch Bandeirantes statt, die die ehemalige Ansiedlung Brumado Velho gegründet hatten. „Bruma“ bezieht sich auf den dort vorkommenden Nebel oder Dunst. Das Gebiet bildete zur Zeit der Provinz Minas Gerais im 19. Jahrhundert den Distrito de Brumado e Paraopeba der Stadt Bonfim. Der Bezirk wurde am 18. September 1914 umbenannt in Distrito de Conceição do Itaguá und am 7. September 1923 erneut umbenannt in Distrito de Brumadinho.
Durch das Landesdekret Nr. 148 vom 17. Dezember 1938 wurde der Ort zum selbständigen Munizip Brumadinho erhoben. Das Datum der tatsächlichen Emanzipation ist nicht übermittelt, erst 1947 wurde der erste Präsident des Stadtrats namentlich bekannt.

## Geographie

### Lage
Der Ort liegt am Rio Paraopeba, der Nordteil des urbanen Kerns liegt in einer seiner Flussschleifen. Das Territorium ist bergig, das Biom wechselt zwischen Cerrado und Mata Atlântica. Die Gemeinde besitzt 39,41 km² Anteil am Parque Estadual da Serra do Rola-Moça (deutsch Staatspark Serra do Rola-Moça).
Das Gemeindegebiet gehört zum westlichen Teil des Eisen-Vierecks (portugiesisch Quadrilátero Ferrífero), einem etwa 7000 km² großem Gebiet in Minas Gerais, das sehr reich an präkambrischen Eisenerzvorkommen ist.
2017 teilte das Instituto Brasileiro de Geografia e Estatística (IBGE) Brumadinho den rein geostatistischen Regionen Região geográfica intermediária Belo Horizonte und Região geográfica imediata Belo Horizonte zu.

### Hydrographie
Durch die relativ große Gemeindefläche mit den zahlreichen Quellen, auch denen der Nachbargemeinden, deckt sie etwa ein Viertel der Wasserversorgung der Metropolregion Belo Horizonte ab, betrieben durch die Companhia de Saneamento de Minas Gerais (COPASA MG). Von der Dürre im Südosten Brasiliens der Jahre 2014 bis 2017 war auch Brumadinho erheblich betroffen.

### Klima
Die Stadt hat tropisches Klima (Aw) nach der Klimaklassifikation nach Köppen und Geiger. Die Durchschnittstemperatur ist 21,3 °C. Die durchschnittliche Niederschlagsmenge liegt bei 1325 mm im Jahr.
Monatliche Durchschnittstemperaturen und -niederschläge für Brumadinho
|                   | Jan  | Feb  | Mär  | Apr  | Mai  | Jun | Jul  | Aug  | Sep  | Okt  | Nov  | Dez  |   |      |
| Temperatur (°C)   | 23,7 | 23,6 | 22,5 | 20,7 | 18,7 | 18  | 18,6 | 20,3 | 21,7 | 22,7 | 22,9 | 22,2 | Ø | 21,3 |
| Niederschlag (mm) | 252  | 140  | 143  | 58   | 25   | 11  | 13   | 10   | 38   | 120  | 232  | 283  | Σ | 1325 |

## Stadtverwaltung
Stadtpräfekt (Bürgermeister) ist seit der Kommunalwahl in Brasilien 2016 für die Amtszeit 2017 bis 2020 Avimar de Melo Barcelos, bekannt als Nenen da Asa, der dem Partido Verde (Grüne Partei, PV) angehört. Barcelos wurde bei der Kommunalwahl in Brasilien 2020 für die Amtszeit von 2021 bis 2024 mit 56,96 % der Stimmen wiedergewählt.
Die Legislative liegt bei einem Stadtrat, Câmara Municipal, aus 16 gewählten Stadtverordneten (vereadores).
Der Munizip ist in fünf Distrikte geteilt, im ländlichen Raum um den Ortskern finden sich etwa 18 weitere kleine Ansiedlungen. Bekannt sind Córrego do Feijão, Piedade do Paraopeba und São José do Paraopeba.

## Durchschnittseinkommen und Lebensstandard
Das monatliche Durchschnittseinkommen betrug 2016 das 2,4-fache des brasilianischen Mindestlohns (salário mínimo) von 880 R$ (bei Wechselkurs vom April 2019 mit rund 200 Euro: gesamt rund 480 Euro monatlich). Der Index der menschlichen Entwicklung (HDI) ist mit 0,747 für 2010 als hoch eingestuft. Das Bruttosozialprodukt pro Kopf betrug 2016 rund 40.100 R$.

## Kultur
Auf 300.000 Quadratmetern besitzt Brumadinho mit dem Centro de Arte Contemporânea Inhotim eines der größten botanischen Gärten, Freilichtmuseen und Kulturzentren Brasiliens, spezialisiert auf einen Skulpturenpark und neuzeitlicher Kunst. Das Instituto Inhotim ist ein bekanntes Touristenziel. Im August 2015 wurde die Zwei-Millionen-Besuchergrenze seit Öffnung für das Publikum 2006 überschritten.
Die überwiegend römisch-katholische Bevölkerung untersteht dem Erzbistum Belo Horizonte. Hauptkirche ist die Igreja Matriz de São Sebastião, dem Stadtheiligen Sankt Sebastian ist ein jährliches Fest gewidmet.